# Поляне
Поляне́ — село в Україні, у Тростянецькій міській громаді Охтирського району Сумської області. Населення становить 599 осіб. Колишній орган місцевого самоврядування — Семереньківська сільська рада.
Після ліквідації Тростянецького району 19 липня 2020 року село увійшло до Охтирського району.

## Географія
Село Поляне знаходиться на лівому березі річки Дернова, вище за течією на відстані 2,5 км розташоване село Бранцівка (Краснопільський район), на протилежному березі - села Семереньки і Дернове. Поруч проходить автомобільна дорога Т 1913.

## Історія
За даними на 1864 рік у казеному селі Дернівської волості Охтирського повіту Харківської губернії мешкало 947 осіб (471 чоловічої статі та 476 — жіночої), налічувалось 138 дворових господарств, існувала православна церква.
Станом на 1914 рік кількість мешканців зросла до 2052 осіб.

## Відомі люди
В поселенні народився:
- Сторожев Дмитро Андріанович (1922—2009) — передовик радянського сільського господарства.